# Grover
Grover är en figur i barnprogrammet Sesam. Grover vill gärna hjälpa andra, men klantar alltid till det.
Grover spelades ursprungligen av Frank Oz, men sedan 1998 spelas han främst av Eric Jacobson.

### Webbkällor
- ”Grover”. Behind the Voice Actors. Inyxception Enterprises, Inc. http://www.behindthevoiceactors.com/tv-shows/The-Muppets-A-Celebration-of-30-Years/Grover/. Läst 28 augusti 2017.